# Пуцавац (биљка)
Пуцавац, лат. назив (Silene vulgaris) je вишегодишња, зељаста биљка из фамилије каранфила, лат. (Caryophyllaceae).

## Опис
Корен је добро развијен, садржи бочне коренове. Стабло је усправно оријентисано, делимично одрвенело у доњем делу, висине око 80 цм, може бити гранато, без длачица, право или уздигнуто понекад (високопланински облици), од основе са бројним, танким гранчицама. Листови полазе из рукавца, овалног, јајастог, елиптичног или копљастог облика, цели, са пиком на врху, интензивно зелене боје са израженом нерватуром, без дршки на врху или на дршкама приземни, могу бити меснати. Цветови нису појединачни него су груписани у цваст гроњу, а специфичност ове фамилије јесте дихазијум.  Чашични листићи имају зупце и остају трајни и кад увене цвет, надувена, јајаста, опнаста, гола са 20 анастомозираних нерава. Крунични листићи су беличасти до ружичасти, обично без венчића, дубоко урезаи на 2 дела. Цвета од јуна до августа. Андрецеум је грађен од 10 прашника, распоређених у 2 круга по 5. Плодник је синкарпан, надцветан, грађен из 3 карпеле. Стубића и жигова има колико и карпела. Плод је пуцајућа чаура, величине неколико центиметара са пасуљастим семеном, лоптаста или јајасто лоптаста. Карпофор го, дуг 2 до 4 милиметра. Семенке бубрежасто округле, брадавичаве.  

## Расејавање и размножавање
Расејавају се помоћу инсеката, док се размножава преко семена.

## Ареал распрострањености
Пуцавац расте на простору Евроазије и Северне Америке, док се у Северној Африци сматра увеженом врстом. 

## Станиште
Насељава отворена станишта, ливаде, ивице шума, камењаре, поред путева се може наћи, њиве, сматра се коровом.

## Употреба и лековитост
Млади листови садрже витамин Ц и пигмен каротен па се користе као салата или зачин јелима., али садрже и сапонине, па се умерено користе за исхрану, више за прављење сапуна. 

## Варијабилност врсте
Silene vulgaris subsp. vulgaris var. zlatiborensis - расте на серпентинама југозападне Србије (Златибор, Озрен, Муртеница). Крупна. многоцветна, плитконизијска или монтанска биљка, листови обично дужи од 3 центиметра, храпави као и брактеја, стабло голо, безлисно или само с једним паром листова. 
Silene vulgaris subsp. bosniaca - Листови трепљастог руба, елиптични, скоро срцасте основе. Стабло лиснато. Расте у околини Пирота, Лознице, Сто, између Пријепоља и Бистрице, Озрен). 
 Silene vulgaris subsp. vulgaris - листови глатки или скоро глатког руба, кољастог до копљасто-јајастог облика. Расте на подручју Мироча, Старе планине, Ниша, Матејеваца, Озрена, Девице, Врања, Горњег Милановца, Јабланика, Чачка, Кикинде и Зрењанина. 
 Silene vulgaris subsp. marginata - листови хрскавичави, глатког или скоро глатког руба, доњи лопатичасти, горњи јајасто округли, двапут дужи но шири. Расте на подручју Метохије (околина Пећи). 
 Silene vulgaris subsp. prostrata - листови храпавог руба, јајастог до копљастог облика, ситни, неколико пута дужи но шири. Расте на подручју Метохије (околина Пећи). 

## Галерија
- цвет
- цвет
- цваст